# バッドアウトロー
バッドアウトロー（原題：The Cherokee Kid）は、1996年のアメリカのテレビ用西部劇映画。出演はシンバッド、バート・レイノルズ、ジェームズ・コバーン、グレゴリー・ハインズほか。日本ではJSBにて「バッドアウトロー／復讐のガンマン」の題で放送された。

## あらすじ
インディアンと黒人の混血児、アイゼイア・ターナーは、幼少期に地上げを図る悪党に家族を殺されてしまう。
18年後。ターナーが大人になると、悪党の元締めブルーミントンが市長選に立候補していた。
ターナーは復讐を決意し、旅に出る。尤も彼は馬にも乗れず、銃の扱いも知らない男であったが、山男のボブや名の知れたガンマンのナットらとの出会いによりチェロキー・キッドとして生まれ変わり、ブルーミントンの銀行を襲撃するようになっていく。
そんなターナーの前に、ブルーミントンが雇った葬儀屋と呼ばれる殺し屋が立ちはだかる。

## キャスト
※括弧内は日本語吹替
- アイゼイア・ターナー/チェロキー・キッド：シンバッド（玄田哲章）
- 葬儀屋（アンダーテイカー）：グレゴリー・ハインズ（仲野裕）
- フアン・ネポムセーノ・コルティナ：A・マルティネス（檀臣幸）
- ナット・ラブ/デッドウッド・ディック：アーニー・ハドソン
- 山男ボブ・"カワウソ・ボブ"：バート・レイノルズ
- サイラス・B・ブルーミントン：ジェームズ・コバーン